# حوزه انتخابیه دهلران، دره‌شهر و آبدانان
حوزهٔ انتخابیه دهلران،بدره، دره‌شهر، آبدانان  که از دوره دهم به حوزه انتخابیه دهلران، دره شهر، آبدانان و بدره تغییر یافت، یکی از ۲ حوزه از حوزه‌های استان ایلام برای انتخابات مجلس شورای اسلامی است. این حوزه به مرکزیت دهلران، ۱ نماینده دارد. در حال حاضر دکتر اسدالله چراغی نماینده این    حوزه انتخاباتی (دهلران، بدره ،آبدانان و دره شهر) است.

## نمایندگان ادوار مجلس شورای اسلامی
دوره اول: -
دوره دوم: علی اکبر روحانی فر
دوره سوم: سید محمد حائری
دوره چهارم: محمد حسنی
دوره پنجم: احمد ناصری گهر
دوره ششم: سید رجب حسینی نسب
دوره هفتم: عادل آذر
دوره هشتم: علی عزتی
دوره نهم: علی محمد احمدی
دوره دهم: شادمهر کاظم زاده
دوره یازدهم: بهزاد علیزاده
دوره دوازدهم: اسدالله چراغی

## پی‌نوشت و منبع
1. ↑  «Example Domain». www.example.com. دریافت‌شده در ۲۰۲۴-۱۱-۲۰.
2. ↑  1424 (۲۰۲۰-۰۹-۱۱). «بهزاد علیزاده از حوزه جنوب ایلام به مجلس راه یافت». ایرنا. دریافت‌شده در ۲۰۲۰-۰۹-۱۲.

- «جدول حوزه‌های انتخابیه در انتخابات دهمین دورهٔ مجلس شورای اسلامی» (PDF). مرکز پژوهش و سنجش افکار صدا و سیما. بایگانی‌شده از اصلی (PDF) در ۵ اكتبر ۲۰۱۸. دریافت‌شده در ۲۵ ژوئن ۲۰۱۶. تاریخ وارد شده در |archive-date= را بررسی کنید (کمک)